# 103740 Budinger
103740 Budinger este un asteroid din centura principală de asteroizi.

## Descriere
103740 Budinger este un asteroid din centura principală de asteroizi. A fost descoperit pe 6 februarie 2000 la Kitt Peak National Observatory de Robert L. Millis. Asteroidul prezintă o orbită caracterizată de o semiaxă mare de 2,78 ua, o excentricitate de 0,02 și o înclinație de 1,8° în raport cu ecliptica.